# The Go! Team
The Go! Team — британская группа, сочетающая гитарный инди-рок в духе Sonic Youth и стилистику чирлидинга с элементами фанка и танцевальной музыкой. Первый альбом группы Thunder, Lightning, Strike был записан Иэном Партоном и издан в Великобритании и Европе на лейбле Memphis Industries в сентябре 2004.
В июне 2004 года Иэн Партон набрал коллектив для выступлений с Franz Ferdinand. Концертные выступления группы заметно отличались от студийного звучания, особенно благодаря вокалистке Ninja, чей живой вокал был совершенно не похож на студийные семплы, использовавшиеся при записи альбома.
Альбом был номинирован на Mercury Prize в 2005 году.
Популярность группы увеличилась с повторным изданием сингла «Ladyflash» в Великобритании, за которым последовали трансляции в прайм-тайм на таких радиостанциях, как Радио Би-би-си 1 и 99X (США). Ещё большую популярность принесло то, что сингл «Get It Together» с альбома Thunder, Lightning, Strike был включен в саундтрек промофильма для видеоигры LittleBigPlanet.
В 2007 году был издан альбом Proof of Youth, достигший пика британского чарта в номинации «Indie».

## Члены коллектива
- Иэн Партон — электрогитара, гармоника, ударные
- Сэм Дук — электрогитара, банджо, бас-гитара, ударные
- Ти Фуками Тэйлор — ударные, вокал
- Каори Цутида — вокал, электрогитара, клавишные, мелодика
- Джэми Белл — бас-гитара
- Ninja — рэп/вокал

## Дискография

### Альбом
- Thunder, Lightning, Strike (2004) #48 UK
- Proof of Youth (2007, при участии Solex) #21 UK, #142 US, #1 UK Indie
- Rolling Blackouts (2011)

### Синглы
- Junior Kickstart (2003)
- The Power Is On (2004)
- Ladyflash (2004) #68 UK
- Bottle Rocket (2005) #64 UK
- Ladyflash (2006) #26 UK
- Grip Like a Vice (2007) #57 UK
- Doing It Right (2007) #55 UK, #3 UK Indie
- The Wrath of Marcie (2007)
- Milk Crisis (2008)

### Мини-альбомы
- Get It Together (2000)
- Are You Ready for More? (2005)
- Audio Assault Course (2006)
- Step and Repeat (2006)